# Шванхайм (Пфальц)

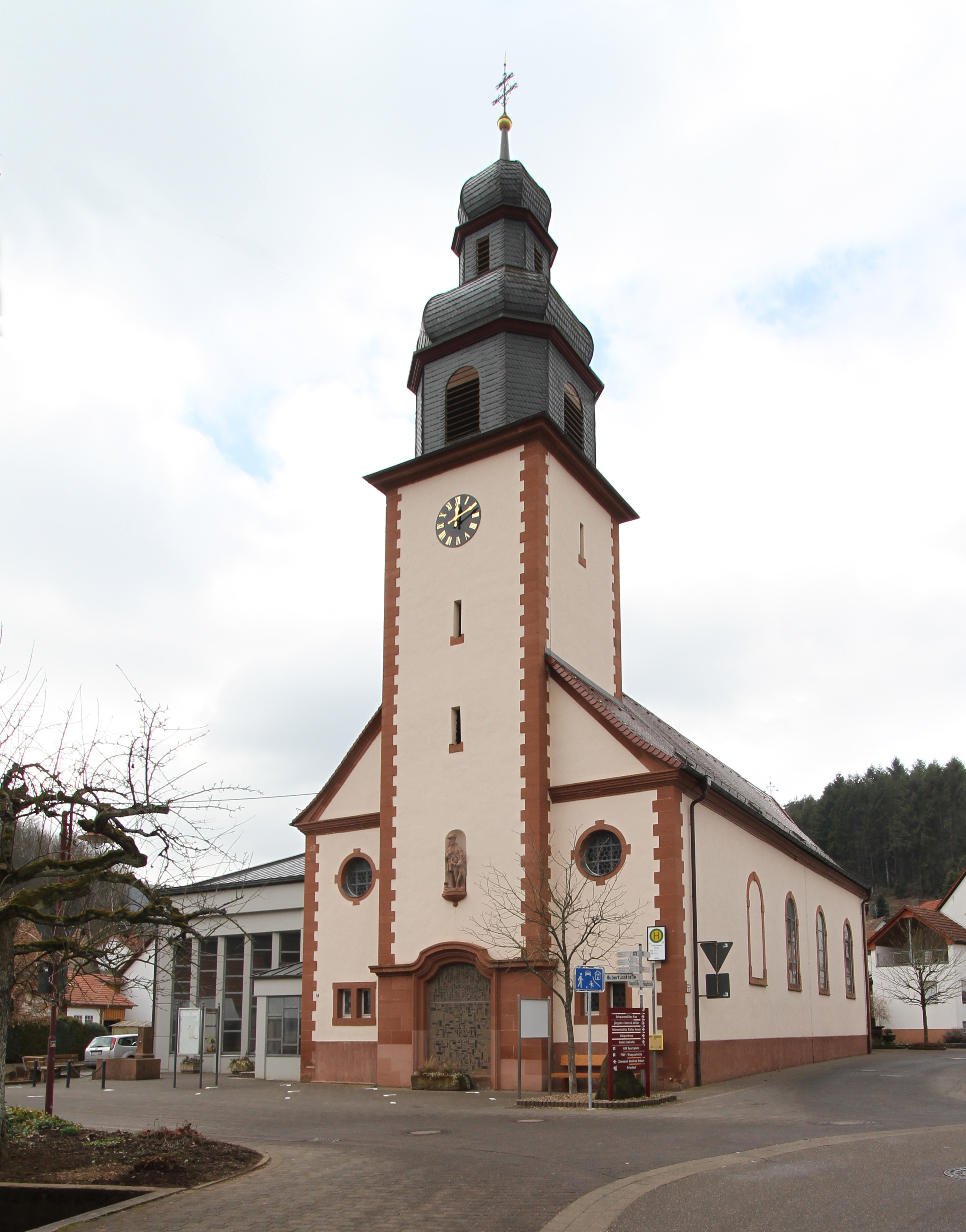

Шванхайм (нем. Schwanheim) — коммуна в Германии, в земле Рейнланд-Пфальц.
Входит в состав района Юго-западный Пфальц. Подчиняется управлению Хауэнштайн. Население составляет 580 человек (на 31 декабря 2010 года). Занимает площадь 6,96 км².